# Pomacentrus
A Pomacentrus a sugarasúszójú halak (Actinopterygii) osztályába a sügéralakúak (Perciformes) rendjébe és a korállszirtihal-félék családjába tartozó nem.

## Rendszerezés
A nembe az alábbi fajok tartoznak.
- Pomacentrus adelus (Allen, 1991)
- Pomacentrus agassizii (Bliss, 1883)
- Pomacentrus albicaudatus (Baschieri-Salvadori, 1955)
- Pomacentrus albimaculus (Allen, 1975)
- Pomacentrus albolineatus (Montalban, 1928)
- Pomacentrus alexanderae (Evermann & Seale, 1907)
- Allen-korallsügér (Pomacentrus alleni) (Burgess, 1981)
- Pomacentrus amboinensis (Bleeker, 1868)
- Pomacentrus aquilus (Allen & Randall, 1980)
- Pomacentrus arabicus (Allen, 1991)
- Pomacentrus armillatus (Allen, 1993)
- Pomacentrus atriaxillaris (Allen, 2002)
- Pomacentrus aurifrons (Allen, 2004)
- Pomacentrus auriventris (Allen, 1991)
- Pomacentrus australis (Allen & Robertson, 1974)
- Pomacentrus azuremaculatus (Allen, 1991)
- Pomacentrus baenschi (Allen, 1991)
- Pomacentrus bankanensis (Bleeker, 1853)
- Pomacentrus bintanensis (Allen, 1999)
- Pomacentrus brachialis (Cuvier in Cuvier and Valenciennes, 1830)
- Pomacentrus burroughi (Fowler, 1918)
- Pomacentrus caeruleopunctatus (Allen, 2002)
- kék ördög (Pomacentrus caeruleus) (Quoy & Gaimard, 1825)
- Pomacentrus callainus (Randall, 2002)
- Pomacentrus chrysurus (Cuvier in Cuvier and Valenciennes, 1830)
- Pomacentrus coelestis (Jordan & Starks, 1901)
- Pomacentrus colini (Allen, 1991)
- Pomacentrus cuneatus (Allen, 1991)
- Pomacentrus emarginatus (Cuvier, 1829)
- Pomacentrus fuscidorsalis (Allen & Randall, 1974)
- Pomacentrus geminospilus (Allen, 1993)
- Pomacentrus grammorhynchus (Fowler, 1918)
- Pomacentrus imitator (Whitley, 1964)
- Pomacentrus indicus (Allen, 1991)
- Pomacentrus javanicus (Allen, 1991)
- Pomacentrus komodoensis (Allen, 1999)
- Pomacentrus lepidogenys (Fowler & Bean, 1928)
- Pomacentrus leptus (Allen & Randall, 1980)
- Pomacentrus limosus (Allen, 1992)
- Pomacentrus littoralis (Cuvier in Cuvier & Valenciennes, 1830)
- Pomacentrus melanochir (Bleeker, 1877)
- Pomacentrus milleri (Taylor, 1964)
- Pomacentrus modestus (Castelnau, 1875)
- Pomacentrus moluccensis (Bleeker, 1853)
- Pomacentrus nagasakiensis (Tanaka, 1917)
- Pomacentrus nigromanus (Weber, 1913)
- Pomacentrus nigromarginatus, (Allen, 1973)
- Pomacentrus niomatus (Jordan & Seale, 1906)
- Pomacentrus opisthostigma (Fowler, 1918)
- Pomacentrus ovoides (Cartier, 1874)
- Pomacentrus pavo (Bloch, 1787), (Sapphire Damsel or Peacock Damsel)
- Pomacentrus philippinus (Evermann & Seale, 1907)
- Pomacentrus pikei (Bliss, 1883)
- Pomacentrus pingi (Wang, 1941)
- Pomacentrus polyspinus (Allen, 1991)
- Pomacentrus profundus (De Vis, 1885)
- Pomacentrus proteus (Allen, 1991)
- Pomacentrus reidi (Fowler & Bean, 1928)
- Pomacentrus rodriguesensis (Allen & Wright, 2003)
- Pomacentrus saksonoi (Allen, 1995)
- Pomacentrus similis (Allen, 1991)
- Pomacentrus simsiang (Bleeker, 1856)
- Pomacentrus smithi (Fowler & Bean, 1928 )
- Pomacentrus spilotoceps (Randall, 2002)
- Pomacentrus stigma (Fowler & Bean, 1928)
- Pomacentrus sulfureus (Klunzinger, 1871)
- Pomacentrus taeniometopon (Bleeker, 1852)
- Pomacentrus trichourus (Günther in Playfair & Günther, 1867)
- Pomacentrus trichrourus (Günther in Playfair & Günther, 1867)
- Pomacentrus trilineatus (Cuvier in Cuvier & Valenciennes, 1830)
- Pomacentrus tripunctatus (Cuvier in Cuvier & Valenciennes, 1830)
- Pomacentrus vaiuli (Jordan & Seale, 1906)
- Pomacentrus venustulus (Rochebrune, 1885)
- Pomacentrus wardi (Whitley, 1927)
- Pomacentrus xanthosternus (Allen, 1991)